# Denning (cràter marcià)
Denning és un cràter situat al quadrangle Sinus Sabaeus de Mart, a les coordenades 17.7° latitud sud i 326.6° longitud oest. Té aproximadament 165 km de diàmetre i deu el seu nom a William Frederick Denning, un astrònom britànic (1848–1931).

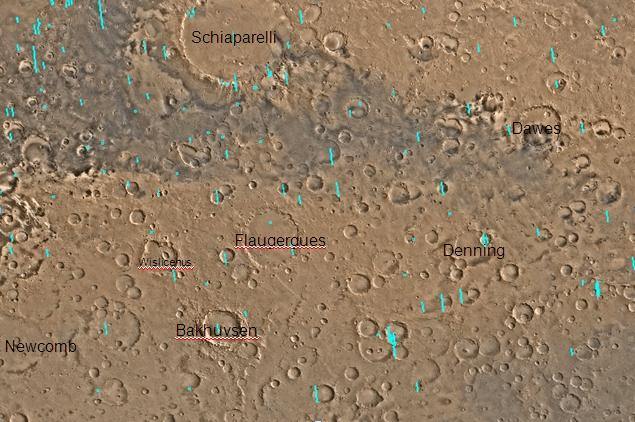
Mapa del quadrangle de Sinus Sabaeus amb els principals elements retolats. Els rectangles acolorits representen els peus dels fotogrames presos pel Mars Global Surveyor.

## Cràters

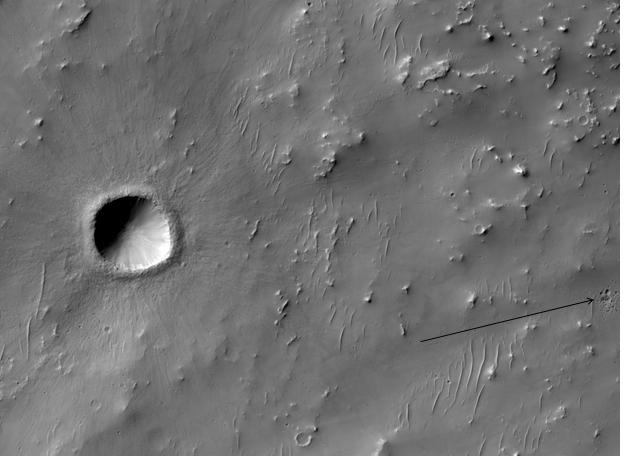
Petit cràter recent sobre la superfície de Dennin, fotografiat per HiRISE. La fletxa mostra un grup de cràters secundaris deguts a la caiguda de materials ejectats.

Quan un cometa o asteroide col·lisiona a alta velocitat amb la superfície de Mart crea un cràter d'impacte primari. L'impacte primari també pot expulsar un volum significatiu de roques que finalment tornen a caure generant cràters secundaris. Aquests cràters secundaris poden presentar-se en grups, que quan mostren condicions d'erosió similars plausiblement procedeixen de la mateixa època. Si aquests cràters secundaris procedeixen d'un únic gran impacte proper, llavors s'haurien format en aproximadament el mateix instant de temps. La imatge sota Dennin mostra un grup de cràters secundaris.